# 中の島公園 (茨城県五霞町)
中の島公園（なかのしまこうえん）は利根川と江戸川の分岐点にある公園で、茨城県猿島郡五霞町山王地先にある。

## 概要
1927年（昭和2年）、関宿閘門の完成に付随して作られた。
園内にはサクラ・コブシ・マツなどが植えられ、関宿の棒出しなど江戸川に関する資料が屋外展示されている。また、親水空間としての評価が高く、国土交通省による「川の通信簿」では4つ星が与えられた。近くには関宿閘門・千葉県立関宿城博物館・関宿にこにこ水辺公園など、見所も多い。

## 周辺
- 境大橋
- 道の駅ごか
- 道の駅さかい
- 茨城百景記念公園
- 高瀬舟（境の渡し）
- 茨城県道503号古河坂東自転車道線（利根渡良瀬サイクリングコース）
- 鈴木貫太郎記念館
- 情報・防災ステーションごか[2]

## 風景

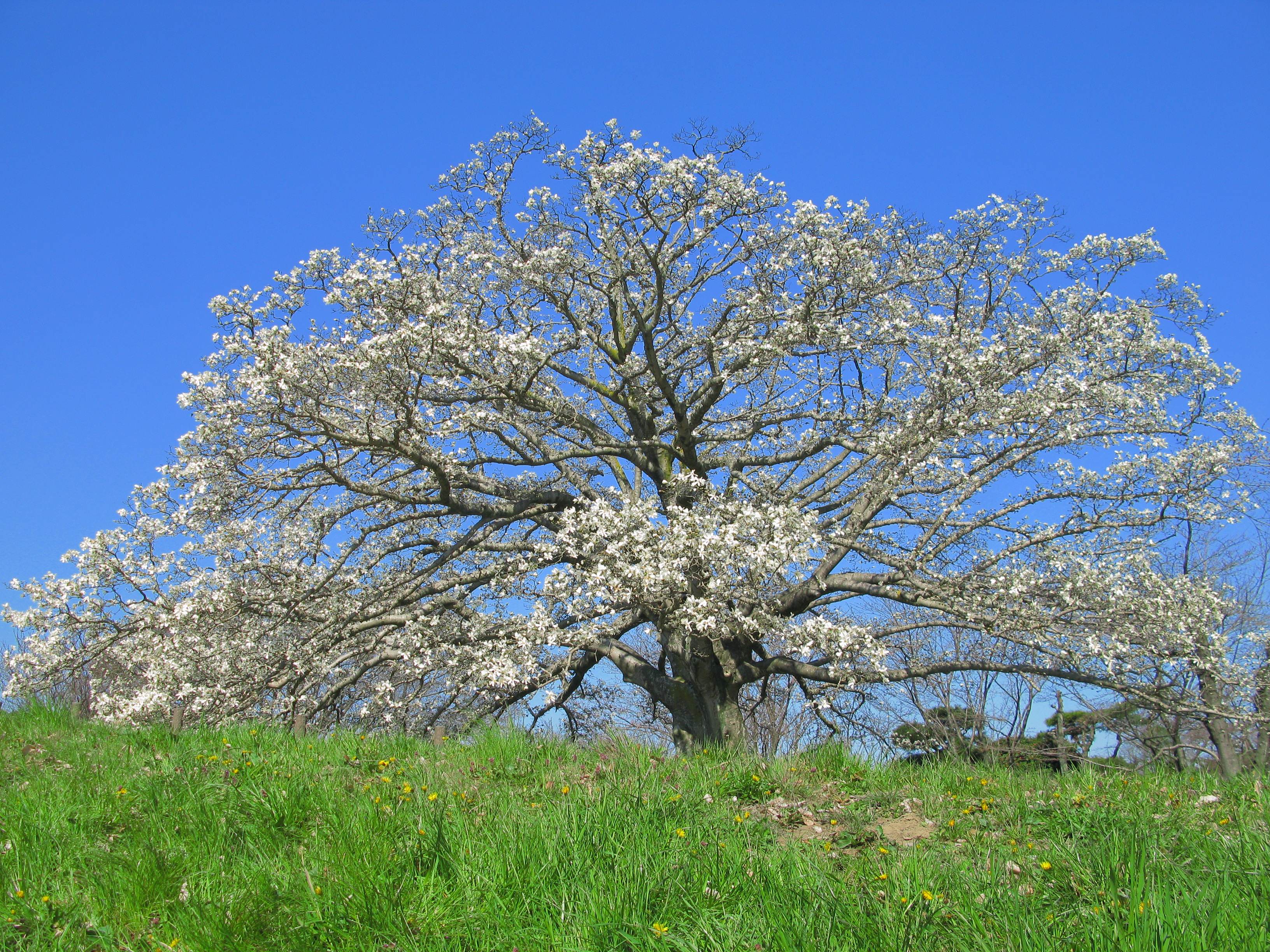
コブシの巨木
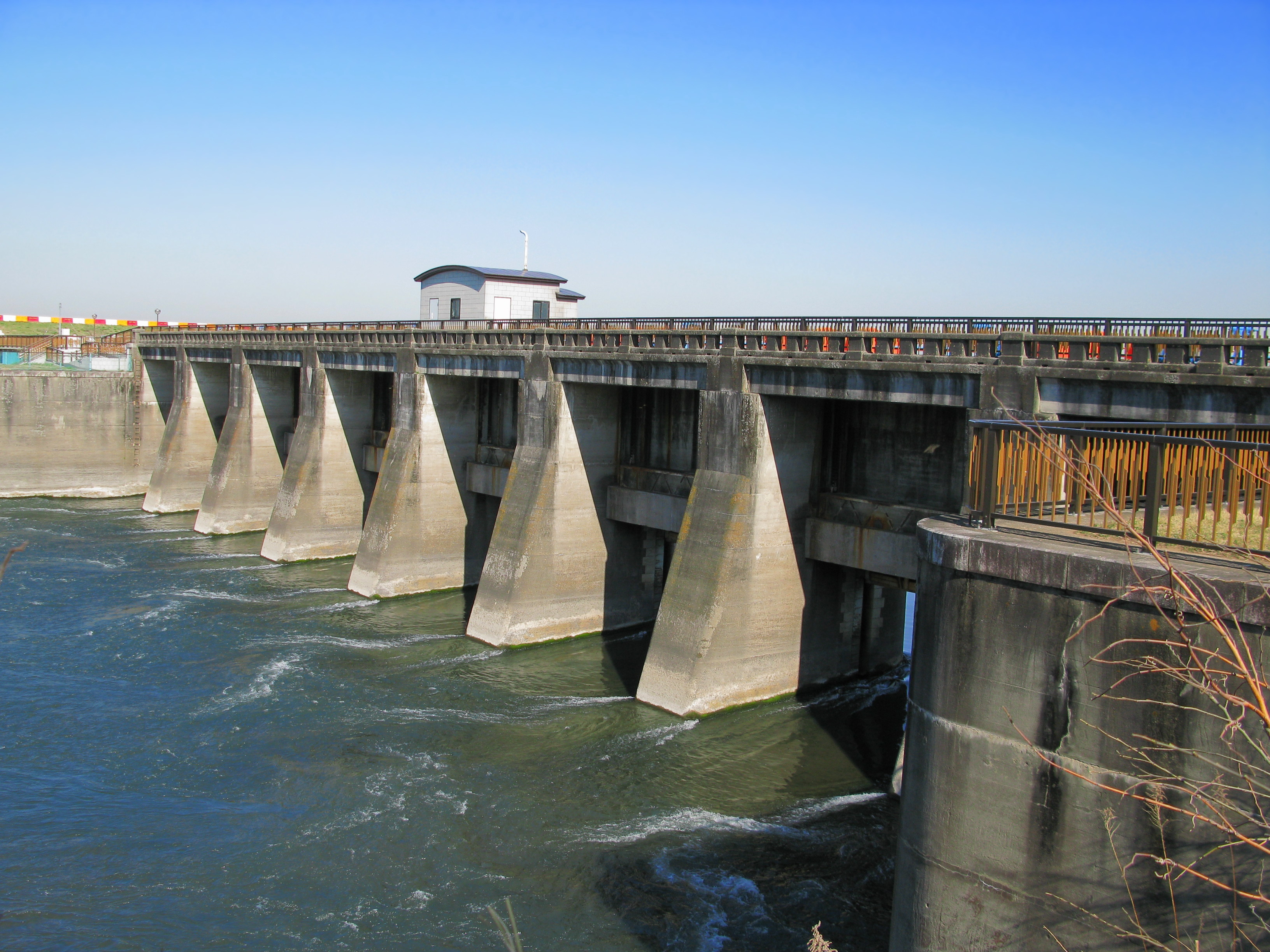
関宿閘門
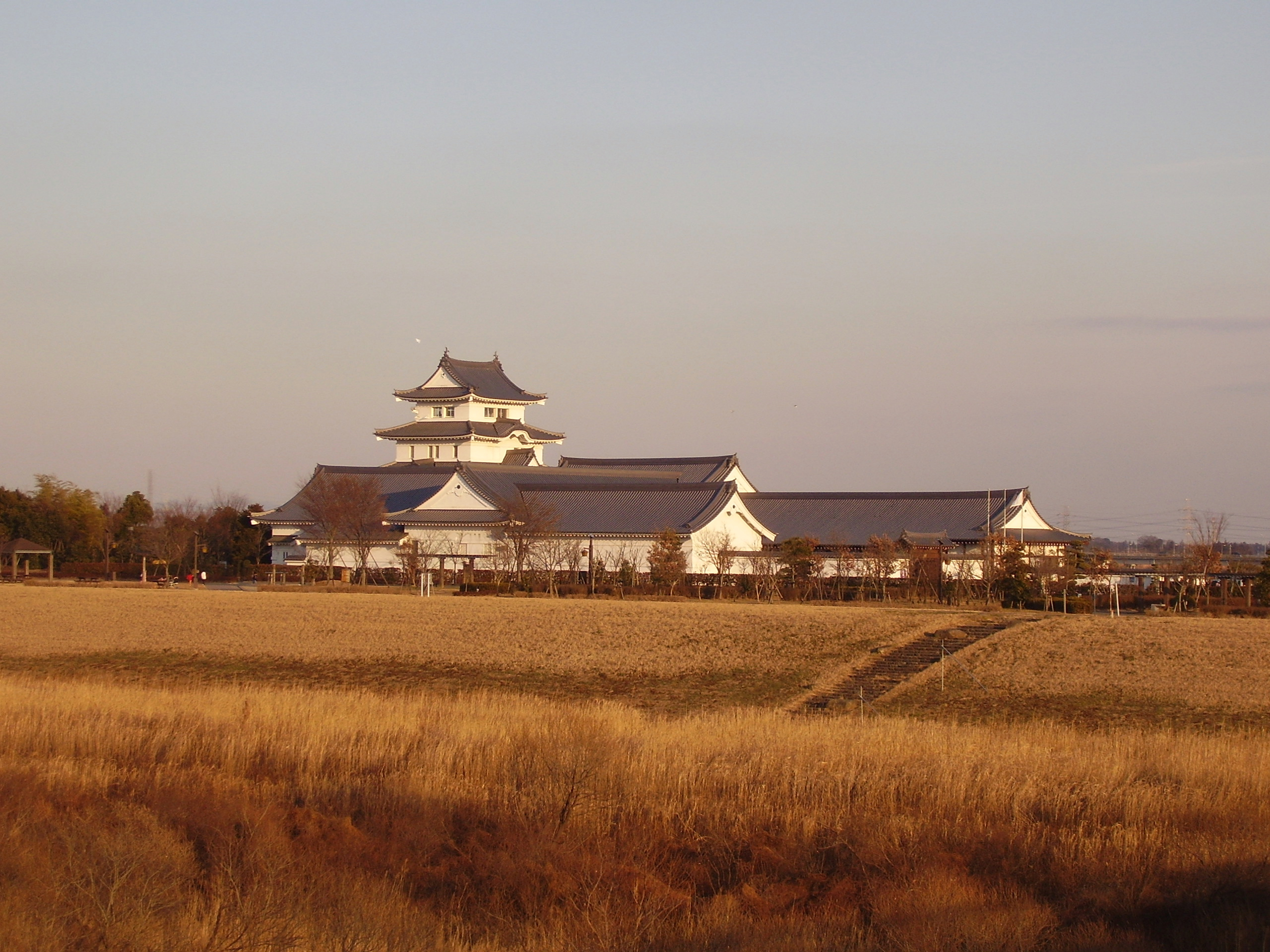
関宿城博物館